# Calibrachoa thymifolia
Calibrachoa thymifolia är en potatisväxtart som först beskrevs av A. St.-hil., och fick sitt nu gällande namn av J. R. Stehmann och J. Semir. Calibrachoa thymifolia ingår i släktet Calibrachoa och familjen potatisväxter. Inga underarter finns listade i Catalogue of Life.